# Patricia Parga Vega

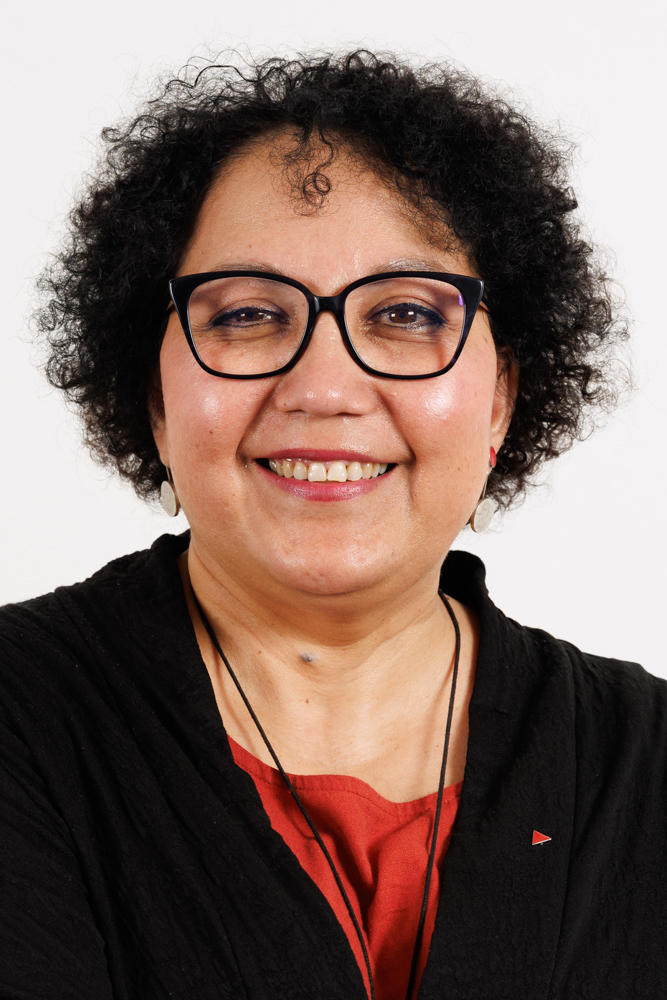
Patricia Parga Vega

Patricia Parga Vega (Santiago (Chili), 24 mei 1967) is een Belgisch politica voor de marxistische partij PVDA-PTB.

## Biografie
Parga Vega is afkomstig uit het Latijns-Amerikaanse Chili. Haar vader was lid van de regering van de socialistische president Salvador Allende, die in 1973 werd gedood tijdens een staatsgreep door het leger, die de dictatuur van Augusto Pinochet inluidde. Enkele dagen na die staatsgreep werd haar 17-jarige broer door militairen vermoord. Ze huwde met een voormalige strijder tegen de dictatuur van Pinochet, die als politiek vluchteling naar België was gekomen.
Ze studeerde af in de journalistiek en de sociale communicatie. Ze werd in 1999 zelfstandig journaliste en in 2015 redactrice voor het Chileense magazine AguaTinta, dat handelt over kunst, cultuur en maatschappelijke thema's. Ook ging ze zich inzetten voor sociale kwesties, de verdediging van mensenrechten en solidariteit met ontwikkelingslanden.
Bij de Brusselse gewestverkiezingen van juni 2024 werd Parga Vega voor de PVDA-PTB verkozen in het Brussels Hoofdstedelijk Parlement. Ze werd er ondervoorzitter van de commissie Financiën en Algemene Zaken.